# Золушка (мюзикл)
«Зо́лушка» (англ. Cinderella) или «„Золушка“ Родже́рса и Ха́ммерстайна» (англ. Rodgers + Hammerstein's Cinderella) — мюзикл на музыку Ричарда Роджерса, слова Оскара Хаммерстайна II и либретто Дугласа Картера Бина и Оскара Хаммерстайна II (частично). Поставлен театральной компанией «The Shubert Organization» в 2013 году. За основу взят телемюзикл 1957 года и одноимённая сказка версии Шарля Перро.
Роджерс и Хаммерстайн изначально создавали мюзикл для телевидения (1957 год). Он имеет два ремейка (1965 и 1997 гг.) и театральную адаптацию в различных версиях. Впервые на Бродвее мюзикл вышел в стационарный прокат 3 марта 2013 года. До этого проходил этап предпоказов с января по март. Либретто Дугласа Картера Бина добавляет в основной сюжет несколько новых персонажей. Музыкальная часть также пополнилась новыми песнями.

## История создания

### Телемюзикл
В оригинальной телеверсии 1957 года в главных ролях снимались Джули Эндрюс (Золушка) и Джон Сайфер (Принц). Трансляцию на канале «CBS» посмотрело 107 миллионов человек. Мюзикл был поставлен в Лондонском «Колизее» для экранизации праздника пантомимы, в котором также были использованы песни из «Я и Джульетта». Роджерс и Хаммерстайн подписали контракт с «CBS». Телеверсию «Золушки» показывали и в кинотеатрах до 1961 года

### Ремейки и первые варианты на сцене

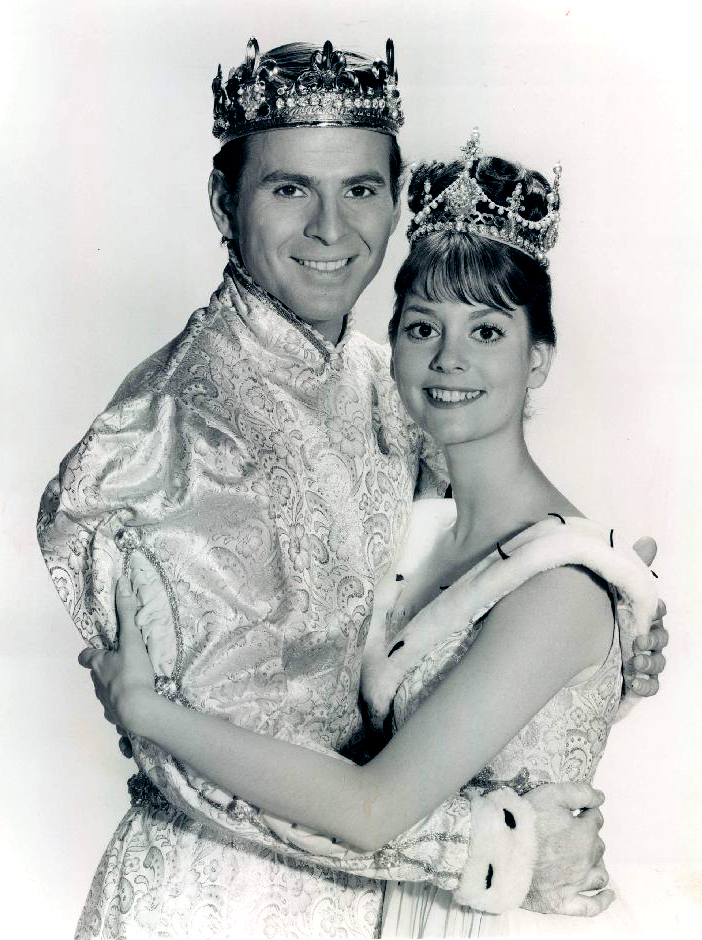
Стюарт Дэймон (Принц) и Лесли Энн Уоррен (Золушка) в телеверсии 1965 года.

После успеха телемюзикла 1957 года, в «CBS» решили создать ещё одну версию. На этот раз сценарий был переработан: сюжет стал ближе к традиционной сказке, хотя почти все оригинальные песни Роджерса и Хаммерстайна были сохранены. Роль Золушки досталась Лесли Энн Уоррен. Эта версия была поставлена в 1993 году в «Нью-Йорк Сити Опера» несколько раз. Также был тур по городам США в 2000—2001 годах, останавливаясь даже в «Мэдисон-сквер-гарден».
В 1997 году создаётся телевизионный ремейк. Только один из трёх вариантов был снят на плёнку. Сценарий адаптирован Робертом Л. Фридманом, режиссёром выступил Роберт Исков, а хореографию ставил Роб Маршалл. Актёрский состав этой «Золушки» был разнорасовым. Например, добрую крёстную и Золушку сыграли чернокожие Уитни Хьюстон и Брэнди Норвуд, соответственно, а Принца — азиат Паоло Монтальбан. Было добавлено несколько новых песен.
В 2008—2009 годах состоялось азиатское тридцатинедельное турне «Золушки», где главную роль играла Лиа Салонга. В японской постановке музыкальная часть носила признаки J-pop, а труппа состояла только из женских групп «Morning Musume» и «Takarazuka Revue».

### Бродвей
Основываясь на либретто телеверсии 1957 года, Дуглас Картер Бин вносит некоторые изменения в сюжет: Золушка открывает глаза принцу Тоферу на несправедливость в Королевстве; родители принца умерли, оставив в наставниках принца злого премьер-министра, который, будучи злодеем, издавал жестокие законы. Бин добавил и двух новых персонажей: повстанца Жан-Мишеля и сводную сестру Габриэль. В партитуру были включены композиции из оригинальной телеверсии и ещё четыре песни из каталога Роджерса и Хаммерстайна (в том числе «Now is the Time», вырезанная из мюзикла «Юг Тихого океана»).
Режиссёр постановки — Марк Брокоу. Хореографию ставил Джош Родес, Уильям Ивей Лонг создавал костюмы, дизайном света занимался Кеннет Поснер, декорации создала Анна Луизос. В оригинальную труппу вошли: Лаура Оснес (Элла/Золушка), Сантино Фонтана (Принц Тофер), Виктория Кларк (сумасшедшая Мари/фея-крёстная), Гарриет Сэнсон Харрис (мачеха Эллы), Питер Бартлетт (премьер-министр), Энн Харада и Марла Минделл (сводные сёстры Шарлотта и Габриэль) и Грег Хилдрет (повстанец Жан-Мишель). Начальные обзоры мюзикла были неоднозначными. Прокат постановки завершился 3 января 2015 года.

### Европейская версия
3 марта 2016 года стало известно, что премьера европейской версии мюзикла состоится в московском театре «Россия» 1 октября. Постановкой занялась театральная компания «Stage Entertainment Russia». От оригинала остались только либретто и партитура.

## Сюжет

### Акт I
Девушка Элла живёт с мачехой и сводными сестрами, которые после смерти её отца обращаются с ней как с прислугой и называют Золушкой, поскольку её одежда всё время испачкана золой.
Наследный принц Тофер может победить любого дракона, великана и прочую нечисть, но плохо представляет себе, как будет управлять страной, когда настанет время — после смерти его родителей королевством от лица принца правит лорд-канцлер Себастьян.
Тофер и Золушка случайно встречаются на дороге, по которой Принц возвращается во дворец, и она подаёт ему воды. Попрощавшись с Принцем, Золушка разговаривает со своими друзьями — революционером Жаном-Мишелем и Безумной Мари, живущей на краю леса. Вскоре прибывают мачеха Мадам и сестры — требовательная Шарлотта и скромная Габриэлла.
Во дворце Себастьян и его оруженосец лорд Пинклтон уверяют Принца, что настало время для королевской свадьбы. Чтобы подыскать невесту, будет устроен большой бал. С сообщением о грядущем бале Пинклтон отправляется на городскую площадь, где встречает Жана-Мишеля, агитирующего толпу начать борьбу против политики правительства.
В доме Мадам бурлит жизнь — мачеха и сестры готовятся к балу. Приходит Жан-Мишель, убеждённый, что Принцу нужно узнать больше о жизни людей в королевстве. Он подначивает Эллу надеть красивое платье и отправиться на бал, чтобы сообщить Тоферу, что настало время перемен. Безумная Мари шутит, что её жизнь тоже могла бы быть лучше, и открывает свою тайну: на самом деле она Фея-крёстная Эллы.
Настало время чудес: Крёстная превращает тыкву в карету, животных — в кучера и лакея, а лохмотья Золушки — в прекрасное платье. Она отправляет Эллу на бал с одним предостережением — волшебство закончится ровно в полночь.
Элла появляется на балу, никто не узнаёт её. Доброта и чувство справедливости девушки очаровывают Принца. В скором времени часы бьют двенадцать — у Эллы хватило времени лишь на то, чтобы сказать Принцу, что в его владениях не всё в порядке. Сбегая по дворцовой лестнице, Золушка спотыкается и едва не теряет туфельку, но успевает подхватить её и исчезнуть.

### Акт II
Принц полон решимости найти таинственную незнакомку, так искренне говорившую о делах государства. Придворные дамы во главе с Шарлоттой сокрушаются, что Тофер не выбрал кого-то из них. Тем временем Принц пускается в погоню — он и его гвардия едва не настигают Золушку.
В привычных лохмотьях Элла возвращается домой, вспоминая, как хорош был Принц. В унынии возвращаются мачеха и сестры. Золушка притворяется, что фантазирует о том, как чудесно было на балу. Когда Габриэлла и Элла остаются одни, Габриэлла понимает, кто был незнакомкой на балу и открывает Золушке свой секрет — она влюблена в смутьяна Жана-Мишеля. Девушки клянутся быть союзницами.
Принц Тофер продолжает поиски. Постепенно он понимает, что Себастьян вёл его по ложному пути. Принц решает устроить ещё одно торжество, чтобы найти незнакомку. В день званого обеда Габриэлла отдаёт Элле своё платье. Пришедший Жан-Мишель объясняется в любви Габриэлле. Их застает Мадам. В ярости она рвёт платье Золушки, а Габриэллу и Жана-Мишеля выгоняет из дома, запрещая им возвращаться, после чего отправляется на торжество с Шарлоттой. В последний момент появляется Фея-крестная и дарит Золушке не только новое платье, но и уверенность в себе для нового откровенного разговора с Принцем.
Во дворце Элла делится с Тофером своими мыслями о том, каким отличным королём он мог бы стать, если бы был готов к переменам. Принц немедленно объявляет выборы премьер-министра между Себастьяном и Жаном-Мишелем. Тофер готов стать лидером и знает, что нашёл свою спутницу жизни. Внезапно часы бьют полночь. Элла вновь сбегает по лестнице, но останавливается, чтобы скинуть туфельку и оставить её на ступенях.

Принц даёт всем женщинам королевства шанс примерить хрустальную туфельку. Конечно же, она приходится впору только Золушке. Мадам раскаивается в своей жестокости, и Элла прощает её и Шарлотту. Габриэлла и Жан-Мишель получают благословение Мадам, семья воссоединяется. Жан-Мишель избран премьер-министром, а Элла и Тофер становятся мужем и женой.

## Музыкальные партии
В отличие от трёхактной телеверсии, сценическая по канону разделена на два акта. Помимо этого в партитуру дополнительно включено несколько композиций: «Me, Who Am I?», «Now Is the Time», «The Pursuit», «Loneliness of Evening» и «There's Music in You».
| Акт I - «Overture» — Оркестр - «Prologue» — Элла - «Me, Who Am I?» — Тофер, Себастьян, лорд Пинклетон, рыцари и пажи - «In My Own Little Corner» — Элла - «Now Is the Time» — Жан-Мишель - «The Prince Is Giving a Ball» — Лорд Пинклетон, Мадам, Шарлотта, Габриэль, Элла, Мари и горожане - «Cinderella March» — Оркестр - «In My Own Little Corner» (реприза) / «Fol-De-Rol» — Элла и Мари - «Impossible/It's Possible» — Мари и Элла - «Gavotte» — Себастьян, Тофер, лорд Пинклетон, Мадам, Шарлотта, Габриэль, лорды и придворные дамы - «Ten Minutes Ago» — Тофер и Элла - «Waltz for a Ball» — Оркестр - «Ten Minutes Ago» (реприза) — Тофер, Элла, лорды и придворные дамы | Акт II - «Entr'acte» — Оркестр - «Stepsister's Lament» — Шарлотта и придворные дамы - «The Pursuit» — Тофер, лорд Пинклетон, лорды и придворные дамы, пажи, Элла, лакеи и кучеры - «He Was Tall» — Элла - «When You're Driving Through the Moonlight» — Элла, Мадам, Шарлотта и Габриэль - «A Lovely Night» — Элла, Мадам, Шарлотта и Габриэль - «A Lovely Night» (реприза) — Элла и Габриэль - «Loneliness of Evening» — Тофер и Элла - «Announcing the Banquet» — Себастьян, лорд Пинклетон, вестники и Мадам - «There's Music in You» — Мари - «Now Is the Time» (реприза) — Жан-Мишель и Габриэль - «Do I Love You Because You're Beautiful?» — Тофер и Элла - «The Shoe Fits» / «The Proposal» — Тофер, Элла и ансамбль - «Finale» — Мари и ансамбль |

### Саундтрек
Оригинальный саундтрек бродвейской постановки был записан и выпущен компанией «Ghostlight Records» в 2013 году. Материал подготовлен Дэвидом Чейзом (партитура), Дэнни Трубом (оркестровка) и Энди Эйнхорном (обработка).

## Постановки

### Предпоказы
| Город (страна) | Театральная площадка | Дата открытия | Дата закрытия | Кол-во спектаклей |
| -------------- | -------------------- | ------------- | ------------- | ----------------- |
| Нью-Йорк (США) | «Бродвей» (Бродвей)  | 25.01.2013    | 01.03.2013    | 41                |

### Стационарные
| Город (страна)  | Компания                     | Театральная площадка | Дата открытия | Дата закрытия | Кол-во спектаклей |
| --------------- | ---------------------------- | -------------------- | ------------- | ------------- | ----------------- |
| Нью-Йорк (США)  | «The Shubert Organization»   | «Бродвей» (Бродвей)  | 03.03.2013    | 03.01.2015    | 769               |
| Москва (Россия) | «Stage Entertainment Russia» | «Россия»             | 01.10.2016    | 29.04.2017    | 0 (ожидается)     |

### Гастрольные туры
Первый гастрольный тур по США начался 10 октября 2014 года с города Провиденс, штат Род-Айленд. Планируется завершить в мае 2016 года, посетив не менее 24 городов.
| Страна | Город(а)  | Компания                   | Дата открытия | Дата закрытия |
| ------ | --------- | -------------------------- | ------------- | ------------- |
| США    | 24 города | «The Shubert Organization» | 10.10.2014    | май 2016      |

## Реакция

### Отзывы критиков
Бэн Брантли из «The New York Times» назвал мюзикл «блестящим лоскутным одеялом из представлений, который хочет быть всем сразу: ободряюще старомодным и освежающе непочтительным, сентиментальным и элегантным, искренним и ироничным», добавив, что «кажется он совсем не знает, каким хочет быть». Издание «Financial Times» высоко оценило игру актёров (особенно Лауры Оснес), костюмы и хореографию. Но нашло и негативную сторону: «абсолютная радость омрачена случайными затянутыми моментами».
Ричард Зоглин в журнале «TIME» написал, что мюзикл получился ярким, душевным и артисты хорошо поют. Он, сравнивая постановку с телеверсией 1957 года, также отметил: «принц и Золушка сделались мечтательной парой: на самом деле могу поверить, что они окунаются в любовь. <…> Бродвейская версия (при всём своём обновлении) является гораздо менее авантюрным проектом».
Рецензент из «Chicago Tribune» пишет, указывая на «основные проблемы» мюзикла: «озадаченный Бин, полностью неромантичный и в основном смеющийся над новым либретто <…> в сводной сестре <…> превращение героини в социального реформатора <…> принц — близорукий болван, который нуждается в том, чтобы ему открыли глаза на бедность своего народа <…> Эта новая версия заканчивается рушением основ логики знакомой истории и топчет музыкальную душу саундтреком из другой эпохи».
«Associated Press» в своём отзыве похвалил либретто Дугласа Картера Бина и его самого: постановка «хрустит со сладостью и свежестью, сочетая в себе „Спамалот“ и немного „Отверженных“. Он также нашёл первоклассную труппу и общую историю — странную, но до сих пор наполняющую сердце».
«USA Today» также под впечатлением от постановки: «Оснес и талантливая труппа самостоятельно сделали эту сказку очень вкусной в мелочах, очаровывающих зрителей всех возрастов. Золушка Бина — не просто бедная девушка, а интересная молодая девушка. <…> И Брокоу вызывает свежий ветерок: каждый из его актёров как нельзя лучше подходит для своей роли. <…> Визуальные эффекты более ослепительные, чем оценка».

### Кассовые сборы
По результатам всего проката на Бродвее (включая этап предпоказов) «Золушка» собрала 88,16 млн долларов. Средней процент занятости кресел зрительного зала составил 74,4%. Кассовый недельный рекорд приходится на неделю закрытия мюзикла: за девять спектаклей было выручено $1 873 246.

## Награды и номинации
Мюзикл был заявлен в 24 номинациях четырёх премий. Получил пять наград:
| Год  | Премия                     | Категория                                                    | Номинант(ы)                                                  | Результат |
| ---- | -------------------------- | ------------------------------------------------------------ | ------------------------------------------------------------ | --------- |
| 2013 | Тони                       | Лучший возрождённый мюзикл                                   | Лучший возрождённый мюзикл                                   | Номинация |
| 2013 | Тони                       | Лучшее либретто для мюзикла                                  | Дуглас Картер Бин                                            | Номинация |
| 2013 | Тони                       | Лучшая мужская роль в мюзикле                                | Сантино Фонтана                                              | Номинация |
| 2013 | Тони                       | Лучшая женская роль в мюзикле                                | Лаура Оснес                                                  | Номинация |
| 2013 | Тони                       | Лучшая женская роль второго плана в мюзикле                  | Виктория Кларк                                               | Номинация |
| 2013 | Тони                       | Лучший дизайн костюмов                                       | Уильям Ивей Лонг                                             | Победа    |
| 2013 | Тони                       | Лучший свет                                                  | Кеннет Поснер                                                | Номинация |
| 2013 | Тони                       | Лучший звук                                                  | Нэвин Стейнберг                                              | Номинация |
| 2013 | Тони                       | Лучшая оркестровка                                           | Дэнни Труб                                                   | Номинация |
| 2013 | «Драма Деск»               | Лучший возрождённый мюзикл                                   | Лучший возрождённый мюзикл                                   | Номинация |
| 2013 | «Драма Деск»               | Лучшая актриса в мюзикле                                     | Лаура Оснес                                                  | Победа    |
| 2013 | «Драма Деск»               | Лучшая хореография                                           | Джош Родес                                                   | Номинация |
| 2013 | «Драма Деск»               | Лучший дизайн костюмов                                       | Уильям Ивей Лонг                                             | Победа    |
| 2013 | «Драма Деск»               | Лучшая оркестровка                                           | Дэнни Труб                                                   | Победа    |
| 2013 | «Драма Лонг»               | Лучший возрождённый мюзикл (Бродвейский или Офф-Бродвейский) | Лучший возрождённый мюзикл (Бродвейский или Офф-Бродвейский) | Номинация |
| 2013 | «Драма Лонг»               | Лучшее выступление актёра/актрисы                            | Лаура Оснес                                                  | Номинация |
| 2013 | Outer Critics Circle Award | Возрождённый мюзикл (Бродвейский или Офф-Бродвейский)        | Возрождённый мюзикл (Бродвейский или Офф-Бродвейский)        | Номинация |
| 2013 | Outer Critics Circle Award | Либретто мюзикла (Бродвейский или Офф-Бродвейский)           | Дуглас Картер Бин                                            | Номинация |
| 2013 | Outer Critics Circle Award | Актёр в мюзикле                                              | Сантино Фонтана                                              | Номинация |
| 2013 | Outer Critics Circle Award | Актриса в мюзикле                                            | Лаура Оснес                                                  | Номинация |
| 2013 | Outer Critics Circle Award | Актриса второго плана                                        | Виктория Кларк                                               | Номинация |
| 2013 | Outer Critics Circle Award | Хореография                                                  | Джош Родес                                                   | Номинация |
| 2013 | Outer Critics Circle Award | Дизайн костюмов (Пьеса или мюзикл)                           | Уильям Ивей Лонг                                             | Победа    |
| 2013 | Outer Critics Circle Award | Свет (Пьеса или мюзикл)                                      | Кеннет Поснер                                                | Номинация |